# Museu do lixo
Os Museus do Lixo são novos espaços museais concebidos como nova categoria de museus no Brasil, que se tornam veículos de transmissão com finalidade educativa, artística e de inclusão social. Ocorrem em outros centros urbanos como Nova Iorque nos Estados Unidos onde o consumo e o descarte são intensos. Fazem parte de uma nova abordagem da museologia em que "tudo" se tornou passível de ser musealizado, inclusive objetos provindos do descarte da sociedade de consumo. Possibilitam captar e compreender as mudanças e apropriações referentes às concepções de museus, tanto na perspectiva institucional, quanto no referente às demandas sociais na percepção museológica no tempo presente. Possibilita também problematizar a relação do lixo com a sociedade do consumo, com a sociedade sustentável e práticas do descarte no Brasil contemporâneo, observando as ações e propostas de novos usos, como a (re)configuração do lixo em arte e objeto de museu. Os Museus do Lixo estão inseridos dentro de uma proposta de uma sociedade sustentável. Eles buscam levar o visitante a repensar sua maneira de lhe dar com o lixo, com as práticas de consumo e práticas de descarte. Promovem a importância dos 3 Rs: Reduzir, Reaproveitar e Reciclar. Os Museus do Lixo possuem preocupação em educação ambiental.

## Brasil

### Minas Gerais

#### Belo Horizonte
Este museu do lixo se localiza na cidade de Belo Horizonte no Centro Mineiro de Referência em Resíduos (CMRR) na avenida do Contorno. Ocupa um espaço de aproximadamente 12 m2 e está registrado no Cadastro Nacional de Museus e também consta no Guia dos Museus Brasileiros.
A importância deste museu se vincula a atividades de reciclagem e à questão educativa e artística.

### São Paulo

#### São José dos Campos
Este museu interativo do Lixo se localiza na cidade de São José dos Campos e está vinculado à URBAM - Urbanizadora Municipal de São José dos Campos-SP.
O acervo deste museu começou a se configurar em 1985 com Rubens Dalprat, funcionário aposentado da URBAM, que começou guardando objetos que chegavam ao aterro sanitário. O museu começa a ser idealizado antes da implementação da coleta seletiva no município em 1990, porém somente em 1991 é efetivamente criado. Parte do acervo do museu chega a partir de objetos encontrados por trabalhadores no setor de triagem, outros chegam por doação. Muitos dos objetos que se encontram no museu não são mais fabricados e, atualmente, são vistos como raridade.
O museu foi totalmente reformulado em 2019 e funciona em contêineres marítimos metalizados e reutilizados, dentro do complexo da Estação de Tratamento e Resíduos Sólidos. O recurso da realidade aumentada permite contar a história das peças do museu fazendo um paralelo sobre a importância da coleta seletiva e a preservação ambiental. As peças encontradas no lixo continuam sendo o destaque do museu, mas o local também conta com outras curiosidades como exposição temporária de objetos feitos com materiais recicláveis, demonstrativo das fases destes materiais até se transformarem em outros produtos (como por exemplo, a camisa feita de garrafa pet ou o piso feito de pneus), além de um terrário que demonstra o tempo que os materiais demoram para se decompor no solo quando disponibilizados em locais inadequados, entre outras. A concepção do espaço foi planejada com conceitos sustentáveis reaproveitando materiais, como os próprios contêineres e os bancos feitos de plástico.

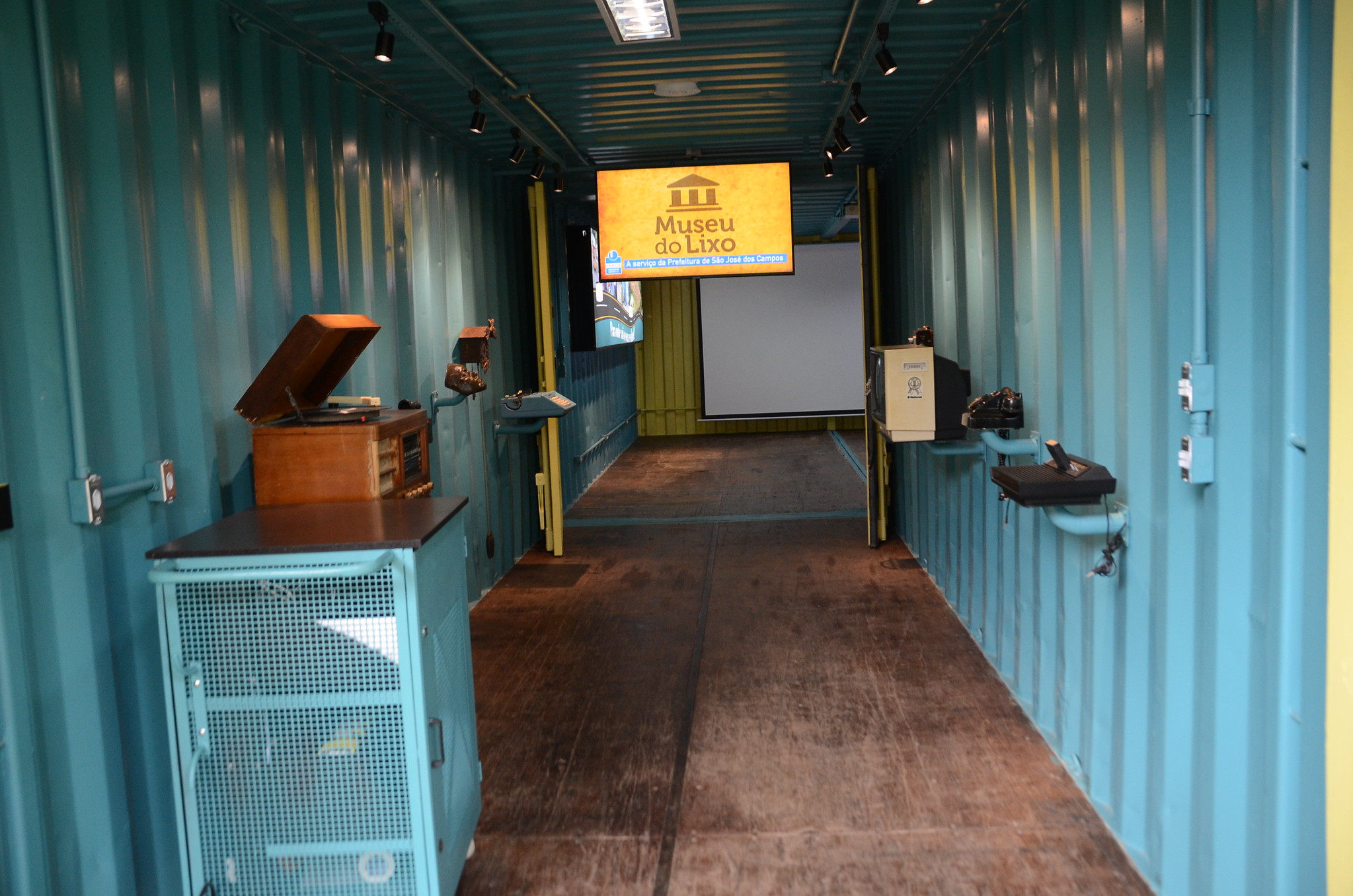

Na Recicloteca, os visitantes aprendem técnicas para fazer brinquedos e objetos a partir de materiais recicláveis. O museu ocupa um lugar central na educação ambiental promovida pela instituição e pela prefeitura de São José dos Campos e recebe aproximadamente mais de 4 mil estudantes, professores, delegações de outros países e cidades brasileiras por ano.
O Museu do Lixo faz parte do circuito de educação ambiental denominado "Lixo Tour" realizado pela URBAM. Neste projeto, os visitantes conhecem toda a estrutura da Estação e o processo de tratamento do lixo comum e dos materiais recicláveis. Na sala de visitas e palestra é possível ter uma visão panorâmica através de uma parede de vidro, do centro de triagem de materiais recicláveis em plena atividade.

### Espírito Santo

#### Vitória
Este Museu do lixo se encontra na cidade de Vitória-ES no SEMSE - Secretaria de Serviços ligada à prefeitura de Vitória-ES. Consta no Cadastro Nacional de Museus. Foi organizado a partir de objetos guardados por funcionários da usina de lixo do município desde 1994, como vitrolas, discos de vinil, máquinas de escrever, telefones, ferro de passar roupa entre outros.

### Ceará

#### Crato
Este Museu do Lixo foi organizado em espaço aberto, anexo ao Lixão do Crato, no interior do Estado do Ceará, pelo catador Paulo Pereira da Silva, mais conhecido como Paulinho Cariri, que se autointitula artesão, catador, decorador exótico, artista plástico, pintor nômade, voluntário, tecelão e poeta.O Lixão do Crato se localiza no caminho entre os distritos de Ponta da Serra e Dom Quintino. Paulinho Cariri transforma em arte aquilo que é descartado. São milhares de peças criadas a partir do lixo, com temáticas diferentes, que vão desde a religião ao meio ambiente. São pinturas, esculturas, desenhos, colagens e uma infinidade de obras que transformaram a paisagem típica do lixão em Museu do Lixo. Este espaço não possui nenhum reconhecimento oficial, portanto não pode ser considerado um museu, mas sim um processo museológico. O Crato, entretanto, não é a primeira cidade a ter parte do lixão transformado pelas mãos do artista Paulinho Cariri; ele já passou por cidades como Mossoró-RN, Aracati-CE e Juazeiro do Norte-CE, fazendo trabalhos similares.

### Tocantins

#### Palmas
O Museu do Aterro se encontra na cidade de Palmas e funciona dentro do aterro sanitário. Foi criado em 2009 pelo funcionário, engenheiro civil e lixólogo, João Marques que foi catando objetos encontrados no lixo. Hoje o museu passou a procurar histórias e memórias que possam ser preservadas em forma de arte. O museu é muito frequentado por estudantes em geral.

### Rio Grande do Sul

#### Caxias do Sul
O Museu do Lixo de Caxias do Sul (RS) foi organizado pela Companhia de Desenvolvimento de Caxias do Sul (CODECA), numa réplica de casa antiga em um dos pavilhões da festa da Uva. Esse espaço museal surgiu como uma alternativa para desviar do aterro sanitário, objetos antigos, como baús, malas, aquecedor de ferro, moedores (em ferro) de carne e grãos, aparelhos de som, máquinas de costura, televisores e diversos outros, considerados como relíquias pelos organizadores. Os objetos foram catados do lixo por funcionários da CODECA e guardados nessa mesma empresa. Outros objetos foram doados por moradores da região.
O Museu do Lixo se localiza na Casa 8 da Réplica de Caxias 1875 dentro do Parque de Eventos da Festa da Uva.

### Outros
Foram identificados outros museus do Lixo nas seguintes cidades no Brasil:
- Campo Magro-PR na região metropolitana de Curitiba-PR[32]: foi fundado em 1994 e está dentro da Unidade de Valorização de Recicláveis (UVR)[33]
- Florianópolis-SC[34]: foi instalado pela Comcap em 25 de setembro de 2003[35]
- São Paulo-SP: se localiza no Parque Ecológico do Guarapiranga na zona sul de São Paulo. Seu acervo é composto por objetos encontrados na Represa de Guarapiranga.[36]
- Ceilândia-DF: é mantido, desde 1996, pelo SLU - Serviço de Limpeza Urbana, autarquia do Distrito Federal.[37]

Dos Museus do Lixo acima citados apenas o "Museu do Lixo que não é Lixo" em Campo Magro-PR foi registrados no Guia dos Museus Brasileiros publicado em 2011. Já no Cadastro Nacional de Museus está o museu de Campo Magro-PR.

## Estados Unidos

### Nova Iorque (estado)

#### Nova Iorque
O Treasures in the Trash Museum, ou Museu dos Tesouros no Lixo em português, é um Museu do Lixo na cidade de Nova Iorque.